# Ронда-Алта
Ронда-Алта (порт. Ronda Alta)  —  муниципалитет в Бразилии, входит в штат Риу-Гранди-ду-Сул. Составная часть мезорегиона Северо-запад штата Риу-Гранди-ду-Сул. Входит в экономико-статистический  микрорегион Пасу-Фунду. Население составляет 9455 человек на 2006 год. Занимает площадь 426,337 км². Плотность населения — 22,2 чел./км².

## История
Город основан 26 декабря 1963 года. 

## Статистика
- Валовой внутренний продукт на 2003 составляет 125.023.953,00 реалов (данные: Бразильский институт географии и статистики).
- Валовой внутренний продукт на душу населения на 2003 составляет 12.851,97 реалов (данные: Бразильский институт географии и статистики).
- Индекс развития человеческого потенциала на 2000 составляет 0,780 (данные: Программа развития ООН).

## География
Климат местности: умеренный субтропический.